# Harry Gregson-Williams
Harry Gregson-Williams est un compositeur britannique de musiques de films et de jeux vidéo, né le 13 décembre 1961 à Chichester au Royaume-Uni.
Ses frères, Rupert Gregson-Williams et Josh Gregson-Williams, sont également compositeurs.
Il travaillait au studio Media Ventures, fondé par Hans Zimmer, où ce dernier lui inculqua tous les outils nécessaires à la composition de musiques de films. À présent il travaille au studio Wavecrest Music situé à Venice, à Los Angeles.
Il a également collaboré à la composition des musiques de la série de jeux vidéo mondialement connue Metal Gear Solid, inventée par Hideo Kojima. Sa participation s'est faite après que Hideo Kojima, séduit par le style musical de Gregson, lui a envoyé un disque compilant ses morceaux préférés, dont certains difficilement trouvables.

## Filmographie

### Cinéma

#### Années 1990
- 1993 : White Angel de Chris Jones
- 1996 : The Whole Wide World de Dan Ireland (co-compositeur avec Hans Zimmer)
- 1996 : Rock de Michael Bay (co-compositeur avec Hans Zimmer et Nick Glennie-Smith)
- 1997 : Smilla de Bille August (co-compositeur avec Hans Zimmer)
- 1997 : Le Suspect idéal (Deceiver) de Jonas Pate et Josh Pate
- 1997 : Le petit monde des Borrowers (The Borrowers) de Peter Hewitt
- 1998 : Un tueur pour cible (The Replacement Killers) d'Antoine Fuqua
- 1998 : Fourmiz (Antz) d'Eric Darnell (cocompositeur avec John Powell)
- 1998 : Ennemi d'État (Enemy of the State) de Tony Scott (cocompositeur avec Trevor Rabin)
- 1998 : Armageddon de Michael Bay (cocompositeur avec Trevor Rabin)
- 1999 : Le Match du siècle (The Beautiful Game) de Mick Davis
- 1999 : Light It Up de Craig Bolotin
- 1999 : Whatever Happened to Harold Smith? de Peter Hewitt

#### Années 2000
- 2000 : Elmo au pays des grincheux (The Adventures of Elmo in Grouchland) de Gary Halvorson (co-compositeur avec John Debney)
- 2000 : Les Aventures de Tigrou (The Tigger Movie) de Jun Falkenstein
- 2000 : Chicken Run de Peter Lord (cocompositeur avec John Powell)
- 2000 : King of the Jungle (en) de Seth Zvi Rosenfeld
- 2000 : The Magic of Marciano de Tony Barbieri
- 2001 : Spy Kids de Robert Rodriguez (cocompositeur avec Gavin Greenaway, Danny Elfman, Heitor Pereira, Los Lobos, David Garza, Chris Boardman, Marcel Rodriguez, Robert Rodriguez et John Debney)
- 2001 : Shrek d'Andrew Adamson (cocompositeur avec John Powell)
- 2001 : Spy Game : Jeu d'espions de Tony Scott
- 2002 : Passionada de Dan Ireland
- 2002 : Phone Game de Joel Schumacher
- 2003 : Sinbad : La Légende des sept mers (Sinbad: Legend of the Seven Seas) de Tim Johnson et Patrick Gilmore
- 2003 : Veronica Guerin de Joel Schumacher
- 2003 : Bienvenue dans la jungle (The Rundown) de Peter Berg
- 2004 : Man on Fire de Tony Scott
- 2004 : Shrek 2 d'Andrew Adamson
- 2004 : Return to Sender de Bille August
- 2004 : Team America, police du monde (Team America: World Police) de Trey Parker
- 2004 : Bridget Jones : L'Âge de raison (Bridget Jones: The Edge of Reason) de Beeban Kidron
- 2005 : Kingdom of Heaven de Ridley Scott
- 2005 : Domino de Tony Scott
- 2005 : Le Monde de Narnia : Le Lion, la Sorcière blanche et l'Armoire magique (The Chronicles of Narnia: The Lion, the Witch and the Wardrobe) d'Andrew Adamson
- 2006 : Seraphim Falls de David Von Ancken
- 2006 : Souris City (Flushed Away) de David Bowers
- 2006 : Déjà Vu de Tony Scott
- 2007 : Le Nombre 23 (The Number 23) de Joel Schumacher
- 2007 : Shrek le troisième (Shrek the Third) de Chris Miller
- 2007 : Gone Baby Gone de Ben Affleck
- 2007 : Em de Tony Barbieri
- 2008 : Le Monde de Narnia : Le Prince Caspian (The Chronicles of Narnia: Prince Caspian) d'Andrew Adamson
- 2008 : Jolene de Dan Ireland
- 2009 : X-Men Origins: Wolverine de Gavin Hood
- 2009 : L'Attaque du métro 123 (The Taking of Pelham 1 2 3) de Tony Scott

#### Années 2010
- 2010 : Twelve de Joel Schumacher
- 2010 : Shrek 4 (Shrek Forever After) de Mike Mitchell
- 2010 : Prince of Persia : les sables du temps (Prince of Persia: The Sands of Time) de Mike Newell
- 2010 : The Town de Ben Affleck
- 2010 : Unstoppable de Tony Scott
- 2011 : Cowboys et Envahisseurs (Cowboys and Aliens) de Jon Favreau
- 2011 : Mission : Noël (Arthur Christmas) de Sarah Smith
- 2012 : I Am Bad de David Rackoff
- 2012 : Total Recall : Mémoires programmées (Total Recall) de Len Wiseman
- 2012 : Mr. Pip d'Andrew Adamson
- 2014 : Equalizer d'Antoine Fuqua
- 2015 : Hacker (Blackhat) de Michael Mann
- 2015 : Seul sur Mars (The Martian) de Ridley Scott
- 2015 : Ma meilleure amie (Miss You Already) de Catherine Hardwicke
- 2016 : Live by Night de Ben Affleck
- 2017 : La Femme du gardien de zoo (The Zookeeper's Wife) de Niki Caro
- 2017 : Breath de Simon Baker
- 2018 : Cro Man (Early Man) de Nick Park
- 2018 : En eaux troubles (The Meg) de Jon Turteltaub
- 2018 : Equalizer 2 (The Equalizer 2) d'Antoine Fuqua

#### Années 2020
- 2020 : Mulan de Niki Caro
- 2021 : Infinite d'Antoine Fuqua
- 2021 : Le Dernier Duel (The Last Duel) de Ridley Scott
- 2021 : House of Gucci de Ridley Scott
- 2021 : Embuscade (Al-Kameen الكمين) de Pierre Morel
- 2022 : Return to Space (documentaire) de Jimmy Chin et Elizabeth Chai Vasarhelyi
- 2022 : Polar Bear (documentaire) d'Alastair Fothergill et Jeff Wilson
- 2023 : Chicken Run 2 (Chicken Run: Dawn of the Nugget) de Sam Fell
- 2023 : En eaux (très) troubles (The Meg 2: The Trench) de Ben Wheatley
- 2023 : Retribution de Nimród Antal
- 2024 : Gladiator 2 de Ridley Scott

### Télévision

#### Téléfilms
- 1995 : Full Body Message de Nicolas Roeg
- 1995 : Three Miles Up de Lesley Manning
- 1996 : Witness Against Hitler de Betsan Morris Evans
- 1999 : Vote sous influence de David Anspaugh
- 2001 :  Chun Yun-Fat Goes Hollywood
- 2003 : The British Schindler de Robin Bextor
- 2013 : A Nutshell for 2013 (documentaire)
- 2015 : Monkey Kingdom (documentaire)
- 2019 : Penguins (documentaire)
- 2022 : Return to Space (documentaire)

#### Séries télévisées
- 1992 : Champion Children de Robin Bextor
- 2002 : AFP: American Fighter Pilot de Jesse Negron (cocompositeur avec Steve Jablonsky)
- 2004 : Le Roi de Las Vegas de Jeffrey Katzenberg
- 2007 : The Riches de Peter O'Fallon (3 épisodes) avec Toby Chu
- 2013 : The East (thèmes)
- 2014 : Secretos
- 2017 : Philip K. Dick's Electric Dreams
- 2019 : Wiskey Cavaliers
- 2019 : Catch-22
- 2019 : Manhunt (cocompositeur avec Stephanie Economou)
- 2020 : Amazing Stories (1 épisode)
- 2022 : The Gilded Age (cocompositeur avec Ruppert Gregson-Williams)

### Courts métrages
- 1994 : Broken Heart de Matt McConaghy
- 1995 : Hotel Paradise de Nicolas Roeg
- 2001 : Powder Keg d'Alejandro González Iñárritu
- 2002 : Beat the Devil de Tony Scott
- 2003 : Shrek 4-D de Simon J. Smith
- 2006 : The Uninvited de Louise Runge
- 2007 : Joyeux Noël Shrek ! de Gary Trousdale
- 2013 : Love Never Fails/Forever Found
- 2014 : Hate from a Distance
- 2014 : This time

### Jeu vidéo
- 2001 : Metal Gear Solid 2: Sons of Liberty de Hideo Kojima (cocompositeur avec Norihiko Hibino)
- 2004 : Metal Gear Solid 3: Snake Eater de Hideo Kojima (cocompositeur avec Norihiko Hibino)
- 2007 : Call of Duty 4: Modern Warfare de Infinity Ward (musique de Stephen Barton) (musiques additionnelles)
- 2008 : Metal Gear Solid 4: Guns of the Patriots de Hideo Kojima (cocompositeur avec Nobuko Toda)
- 2014 : Metal Gear Solid V: The Phantom Pain de Hideo Kojima (cocompositeur avec Akihiro Honda et  Ludvig Forssell)
- 2014 : Call of Duty: Advanced Warfare de Sledgehammer Games

### Musiques additionnelles
- 1994 : Le Roi lion de Roger Allers (musique de Hans Zimmer) (direction des chœurs additionnelle)
- 1995 : USS Alabama de Tony Scott (musique de Hans Zimmer) (direction des chœurs)
- 1996 : Rock de Michael Bay (musique de Nick Glennie-Smith) (musiques additionnelles)
- 1996 : Le Fan de Tony Scott (musique de Hans Zimmer) (chef d'orchestre)
- 1996 : L'Île au trésor des Muppets (Muppet Treasure Island) de Brian Henson (musique de Hans Zimmer) (musiques additionnelles)
- 1996 : Broken Arrow de John Woo (musique de Hans Zimmer) (musiques additionnelles)
- 1996 : Poltergeist : Les Aventuriers du surnaturel de Richard Barton Lewis (série TV) (musique de John Van Tongeren) (musiques additionnelles)
- 1997 : Pour le pire et pour le meilleur de James L. Brooks (musique de Hans Zimmer) (chef d'orchestre)
- 1997 : Le Pacificateur de Mimi Leder (musique de Hans Zimmer) (direction des chœurs)
- 1998 : Le Prince d'Égypte de Steve Hickner (musique de Hans Zimmer) (musiques additionnelles, chef d'orchestre)

## Distinctions
- Nomination au Grammy Award (2006) pour Le Monde de Narnia : Le Lion, la Sorcière blanche et l'Armoire magique comme meilleur album de musique de film.
- Nomination aux Golden Globes (2005) pour Le Monde de Narnia : Le Lion, la Sorcière blanche et l'Armoire magique comme meilleure musique originale.
- Nomination aux BAFTA (2002) pour Shrek comme Anthony Asquith for Film Music.
- Annie Award pour Shrek comme meilleure musique originale.